# Tepuítukanett
Tepuítukanett (Aulacorhynchus whitelianus) är en fågel i familjen tukaner inom ordningen hackspettartade fåglar.

## Utseende och läte
Tepuítukanett är en liten och grön tukanett. Den verkar slank och smånäbbad, med mestadels grön fjäderdräkt som kontrasterar med rödaktig näbb och kastanjebruna fjäderspetsar. Lätet består av ett ylande stönaktigt ljud, avgivet i rytmiska serier, helt olikt andra fågelläten i dess utbredningsområde.

## Utbredning och systematik
Tepuítukanett delas upp i tre underarter med följande utbredning:
- Aulacorhynchus whitelianus duidae – förekommer i bergstrakter i södra Venezuela och angränsande norra Brasilien
- Aulacorhynchus whitelianus whitelianus – bergstrakter i södra Venezuela (sydöstra Bolivar) och norra Guyana
- Aulacorhynchus whitelianus osgoodi – södra Guyana (Acary-bergen) och Surinam (Wilhelmina-bergen)

Tidigare betraktades den och blånackad tukanett (A. derbianus) som samma art. 

## Levnadssätt
Tepuítukanetten hittas i mossiga bergsskogar i tepuier, vanligen över 800 meters höjd. Där uppträder den i flockar som rör sig genom trädtaket på jakt efter frukt. Ibland kan den ses tillsammans med andra fågelarter och samlas vid fruktbärande träd. Fågeln är inte särskilt ljudlig och är förvånansvärt svår att upptäcka.

## Status och hot
Arten har ett stort utbredningsområde, men tros minska i antal, dock inte tillräckligt kraftigt för att den ska betraktas som hotad. Internationella naturvårdsunionen IUCN listar arten som livskraftig (LC).